# Branko Supek
Branko Supek (Zagreb, 20. prosinca 1945. – Zagreb, 5. studenoga 2003.) je bio hrvatski kazališni, televizijski i filmski glumac.

## Filmografija

### Televizijske uloge
- "Obiteljska stvar" kao pomoćnik inspektora (1998.)
- "Luka" kao Tref (1992.)
- "Smogovci" kao menadžer Dinama (1989.)
- "Putovanje u Vučjak" kao Cindrić (1986.)
- "Zamke" kao zatvorski čuvar (1983.)
- "Nepokoreni grad" (1982.)
- "Đavolje sljeme" (1979.)
- "Nikola Tesla" kao hotelski poslužitelj (1977.)

### Filmske uloge
- "Libertas" kao doktor (2006.) - postumna uloga
- "Slučajna suputnica" kao Bartolovićev kolega (2004.) - postumna uloga
- "Kraljica noći" kao recepcioner (2001.)
- "Je li jasno, prijatelju?" kao politički zatvorenik (2000.)
- "Srce nije u modi" kao francuski promatrač (2000.)
- "Isprani" (1995.)
- "Tamburaši" kao njemački stražar u vagonu (1982.)
- "Trojanski konj" kao domobranski časnik Kolar (1982.)
- "Oslobođenje Skoplja" kao njemački časnik (1981.)
- "Novela od Stanca" (1980.)
- "Ivan Goran Kovačić" kao Zvonko Kovačić (1979.)
- "Tomo Bakran" kao Ratković (1978.)
- "Bombaški proces" (1978.)
- "Akcija stadion" kao član specijalne grupe #5 (1977.)
- "Slučaj maturanta Wagnera" (1976.)
- "Zec" kao topnik Majčenović (1975.)
- "Tena" (1975.)
- "Luda kuća" kao ustaški vojnik u kafiću (1972.)
- "Živa istina" (1972.)
- "Prepušteni" (1971.)
- "Put u raj" kao kadet Rizling (1970.)
- "Pedeseti rođendan" (1966.)
- "Princ nafte" kao Jack Campbell (1965.)

## Vanjske poveznice
- Branko Supek u internetskoj bazi filmova IMDb-u (engl.)
- Vijest o smrti glumca